# Augustine Eguavoen
Augustine Owen Eguavoen, född 19 augusti 1965 i Sapele, är en nigeriansk fotbollstränare och före detta spelare.

## Spelarkarriär
Under sin aktiva tid som spelare var Eguavoen uttagen till Nigerias allra första VM-slutspel 1994. Samma år vann han även det afrikanska mästerskapet. Totalt gjorde han 49 landskamper och ett mål. På klubblagsnivå spelade han bland annat för Gent, Torpedo Moskva och Sliema Wanderers.

## Tränarkarriär
Eguavoen startade sin tränarkarriär i Sliema Wanderers, där han avslutade sin aktiva karriär och förde laget till en andra plats i ligan 2000/2001. 2005 tog han över Nigerias landslag och var förbundskapten under två år. Han har även tränat sydafrikanska Black Leopards samt en rad olika klubbar i hemlandet Nigeria.

## Meriter

### Som spelare
Sliema Wanderers
- Maltesiska cupen: 2000

Nigeria
- Afrikanska mästerskapet
  - Guld: 1994
  - Brons: 1992

### Som tränare
Nigeria
- Afrikanska mästerskapet
  - Brons: 2006